# Кенан Імірзалиоглу
Кенан Імірзалиоглу (нар. 18 червня 1974, Анкара, Туреччина) — турецький актор і колишня модель.

## Життєпис
Рід Кенана Імірзалиоглу походив із держави Узуна Хасана, який був султаном династії Ак Коюнлу, також відомої як Туркомани Білих Овець.
Навчався в Технічному університеті Йилдиз на математичному факультеті.
В 1997 році він приєднався до шоу «Найкращої моделі Туреччини» і здобув у ньому перемогу. У тому ж році він приєднався до шоу «Найкращої моделі світу» і переміг.  Потім він привернув увагу сценариста і продюсера Османа Сінава, який запропонував йому головну роль у телесеріалі «Deli Yürek».
Імірзалиоглу був близьким другом актора Тунджела Куртіза і дуже його любив. Він знявся з ним у багатьох телешоу, включаючи «Езель». Куртіз помер через кілька років після завершення серіалу. Кенан проводив час з ним на його фермах, у будинках тощо.

## Особисте життя
14 травня 2016 року Імірзаліоглу одружився з актрисою Сінем Кобал. Перша дитина пари, донька, на ім'я Лалін, народилася в жовтні 2020 року. В травні 2022 року народилася їхня друга донька — Лейла.

## Фільмографія

### Серіали
- Deli Yürek (Юсуф Міроглу) (1998—2002)
- Alacakaranlık (Ferit Çağlayan) (2003—2005)
- Гірке життя (Мехмет Косовали) (2005—2007)
- Езель (Ezel Bayraktar) (2009—2011)
- Karadayı (Mahir Kara) (2012—2015)
- Мехмед Бір Джіхан Фатіхі (Султан Мехмед II) (2018)
- Алеф (Кемаль) (2020)
- Асі хаят (Усман Сінав)

### Фільми
- Deli Yürek: Bumerang Cehennemi (Yusuf Miroğlu) (2001)
- Yazı Tura (Hayalet Cevher) (2004)
- Сон Османлі Яндім Алі (Yandım Ali) (2006)
- Kabadayı (Devran) (2007)
- Ейдер Капані (Акреп Джелал) (2009)
- Uzun Hikâye (Ali) (2012)
- Cingöz Recai (Рекай) (2017)
- Підлітки-мутанти Черепашки-ніндзя: Погром мутантів (Донателло, англійська версія) (2023)

### Телепрограми
- Хто хоче бути мільонером ? (2019–)

## Нагороди

### Кіно
| Рік      | Церемонія                                         | Нагороди                 | Примітки                             |
| -------- | ------------------------------------------------- | ------------------------ | ------------------------------------ |
| 2005 рік | Премія «Золота Болла»                             | Кращий актор             | виграв Yazı Tura                     |
| 2005 рік | Кінофестиваль Адана Алтин Коза                    | Кращий актор             | виграв Yazı Tura                     |
| 2005 рік | Міжнародний кінофестиваль в Анкарі                | Кращий актор             | виграв Yazı Tura                     |
| 2007 рік | Нагороди LAU — (Університет Лефке Аврупа)         | Кращий актор             | виграв за «Останній Осман»           |
| 2007 рік | 1-ша нагорода Yesilçam                            | Кращий актор             | виграв за любов і честь (Кабадаї)    |
| 2010 рік | Sadri Alışık Cinema Awards, Спеціальний приз журі | Кращий актор             | виграв за Dragon Trap (Ejder Kapani) |
| 2013 рік | Технічний університет Йилдиз                      | Найбільш шанований актор | виграв Узун Хікає                    |

#### Телебачення
| Рік      | Церемонія                                                    | Нагороди                          | Примітки       |
| -------- | ------------------------------------------------------------ | --------------------------------- | -------------- |
| 2010 рік | Галтасарайський університет                                  | Кращий актор                      | виграв Езел    |
| 2010 рік | Телевізійна премія імені Ісмаїла Джема                       | Кращий актор                      | виграв Езел    |
| 2011 рік | Медіа Оскар                                                  | Кращий актор                      | виграв Езел    |
| 2011 рік | Премія «Золотий метелик»                                     | Кращий актор                      | виграв Езел    |
| 2012 рік | RTGD — Медіа Оскар                                           | Кращий актор року                 | виграв Карадаї |
| 2012 рік | Асоціація місцевих і регіональних телебачень                 | Найуспішніший актор               | виграв Карадаї |
| 2013 рік | Antalya Television Awards                                    | Кращий актор (драматичний серіал) | виграв Карадаї |
| 2013 рік | Премія «Золотий метелик»                                     | Кращий актор                      | виграв Карадаї |
| 2013 рік | Журнал Casusu                                                | Кращий актор                      | виграв Карадаї |
| 2013 рік | 4-та церемонія вручення нагород Ayakli Gazete TV Star Awards | Кращий актор                      | виграв Карадаї |
| 2013 рік | 4-та нагорода якості                                         | Кращий актор                      | виграв Карадаї |
| 2013 рік | Золотий лев                                                  | Кращий актор                      | виграв Карадаї |
| 2013 рік | Bilkent Television Awards                                    | Кращий актор                      | виграв Карадаї |
| 2013 рік | GQ — Актор року                                              | Актор року                        | виграв Карадаї |
| 2014 рік | 5-та церемонія вручення нагород Ayakli Gazete TV Star Awards | Найкращий актор (драма періоду)   | виграв Карадаї |
| 2014 рік | Нагороди фонду Engelsiz Yasam                                | Кращий актор                      | виграв Карадаї |
| 2014 рік | Нагороди технічного університету Йилдиз                      | Кращий актор                      | виграв Карадаї |
| 2015 рік | Премія «Золота пальмова гілка» Мерсіна                       | Кращий актор                      | виграв Карадаї |
| 2015 рік | 11th Istanbul Aydın University Awards                        | Кращий актор                      | виграв Карадаї |
| 2015 рік | Премія «Золотий об'єктиф»                                    | Кращий актор                      | виграв Карадаї |